# NGC 6143
NGC 6143 је спирална галаксија у сазвежђу Змај која се налази на NGC листи објеката дубоког неба.
Деклинација објекта је + 55° 5' 11" а ректасцензија 16h 21m 42,3s. Привидна величина (магнитуда) објекта NGC 6143 износи 13,1 а фотографска магнитуда 13,9. NGC 6143 је још познат и под ознакама UGC 10358, MCG 9-27-24, CGCG 276-11, IRAS 16205+5512, PGC 57919.